# Хинаяна
Хинаяна (санскр. हीनयान, hīnayāna; кит. 小乘, Сяо Чэн; яп. 小乗, Сё: дзё:) — термин, буквально означающий «малая колесница» (в смысле «малый или низший, ущербный путь», «узкий путь»).

## История термина
Данным термином буддологи из Европы стали называть, начиная с конца XIX века, южные буддийские школы.
Данный термин был создан махаянистами для обозначения всех немахаянских направлений буддизма, поэтому он отсутствует в палийском каноне. Буддолог Е. А. Торчинов увязывает «оформление хинаяны» с составлением палийского канона (80 год до н. э.). В. Г. Лысенко применяет термин «хинаяна» для буддизма в период, начавшийся после раскола буддийского учения на последователей тхеравады и махасангхики (IV—III вв. до н. э.).
Хинаяна рассматривается в ряде случаев как термин, обозначающий весь ранний буддизм до укрепления махаянских школ. Но такое использование термина достаточно спорно, так как хронологически не все школы хинаяны возникли раньше школ махаяны. Другая причина состоит в том, что философская доктрина таких школ сопоставима по уровню проработанности со школами махаяны, что не даёт права называть такие школы ранними в значении «не созревшими».
Обозначение термином хинаяна современной тхеравады оскорбляет последователей данной школы, по этой причине некоторая часть современных буддологов отказалась от использования слова хинаяна в своих трудах. Тем не менее, отмечая вышеописанный факт, Е. А. Торчинов ставит знак равенства между хинаяной и тхеравадой, к которой он относит южный буддизм Шри-Ланки, Таиланда, Мьянмы, Лаоса и Камбоджи.
Одной из главных причин оскорбительности данного термина для тхеравады стало то, что в ряде поздних махаянских текстов хинаяна представляется авторами текстов в крайне негативном смысле, включающим в себя как примитивность, так и резкие отрицательные характеристики. Поэтому в 1950-х годах во время предварительного этапа шестого буддийского собора было заключено соглашение между представителями различных буддийских школ и тхеравадой о том, что данный термин не будет применяться для тхеравады.

## Особенности
В махаяне хинаяна считается частью пути к просветлению.
Основой хинаяны является буддийская идея о двух состояниях бытия: проявленном и непроявленном, а также идея об отождествлении проявленного с волнением дхарм. Особый акцент хинаяна ставит на том, что «Я» и мир являются лишь быстропреходящими комбинациями дхарм. Направление подчёркивает нереальность «Я» и мира, духовной и материальной субстанции и одновременно реальность самих дхарм. Характерной чертой хинаяны является отрицание души как самостоятельной духовной сущности (доказательству этого посвящена Милинда-паньха).
В этическом плане характерная для буддизма идея личного совершенствования принимает в хинаяне форму подчёркнуто независимого развития личности. Идеал совершенствования личности в хинаяне — архат — достигает совершенства самостоятельно, мало заботясь о совершенстве других. Будда в хинаяне — идеал и учитель совершенства, объект подражания и почитания. Хотя в хинаяне есть элементы обожествления Будды, в целом в ней нет ни сложного культа, ни сложной религиозной организации; всё заменено жизнью в монашеской общине.
Достичь нирваны, согласно хинаяне, могут только буддийские монахи, которым позволено использовать определённые методы. Миряне, согласно данному учению, должны изменять свою карму в хорошую сторону через добрые поступки, например, через помощь сангхе. Хорошая карма приведёт к тому, что, согласно учению, в одной из следующих жизней мирянин может стать монахом. Данная особенность стала причиной минимальной миссионерской деятельности последователей течения.
Махаянские школы указывали, что последователями хинаяны являлись шравака — слушатели, имеющие привязанность к нирване, и пратьека-будды, достигшие нирваны без поддержки сангхи.

## Школы
Первые буддологи выделяли 18 хинаянских школ или никай. Современные буддологи выделяют от 23 до 26 школ в данном течении. Новые школы образовывались не только из-за несогласия ряда последователей старых школ с некоторыми вопросами учения и дисциплины, но и из-за «личного соперничества», а также из-за «влияния харизматических личностей» и «борьбу за богатых покровителей сангхи».
В северной и северо-западной части Индии располагались шесть сарвастивадских школ. В южной и западной части Индии, а также на Ланке располагались четыре стхавиравадских школы, одна из которых, тхеравада, сохранилась в настоящее время. В западной части Индии также располагались четыре школы пудгалавады, а в центре и на юге находились пять школ махасангхики. Исследователи указывают, что махасангхика в дальнейшем стала основой для школ махаяны.
Последователи тхеравады, как отмечает Е. А. Торчинов, относят махаянские школы к позднему учению, а хинаянские к раннему, хотя согласно хронологии их «разделяет не такой уж большой период времени». В. Г. Лысенко также отмечает, что махаяна зародилась примерно в то же время, что и хинаяна, но первая достаточно длительное время находилась в тени хинаяны или «вызревала в её лоне».